# Kazimierz Kupczyk
Kazimierz Kupczyk (ur. 19 lipca 1909 w Warszawie, zm. 1 sierpnia 1930 w Tatrach) – taternik, student prawa Uniwersytetu Warszawskiego.
Od 1925 jeździł w Tatry, po dwóch latach należał do grupy „Cyrhlan” pod nieformalnym przywództwem Wincentego Birkenmajera. W latach 1928–30 Kupczyk był wśród najlepszych polskich wspinaczy, przeszedł liczne nowe drogi, przede wszystkim w towarzystwie Birkenmajera. Zginął podczas wspinaczki na południowej ścianie Ostrego Szczytu.

## Wybrane pierwsze przejścia w Tatrach
- zachodnią ścianą Łomnicy (1930),
- północno-wschodnim filarem Ganku (1930),
- wschodnią ścianą Gerlachu (1930),
- północną ścianą Świstowej Czuby (1930),
- południowo-wschodnią ścianą Nawiesistej Turni (1930),
- wschodnią ścianą Rogatej Turni (1930).